# Vigilante (álbum)
Vigilante es el decimoprimer y último álbum de estudio del dúo Colón - Lavoe, grabado en 1982 como parte de la banda sonora de la película homónima y publicado en el año 1983 por el sello Fania Records. El álbum fue producido por Willie Colón y tuvo como cantante a Héctor Lavoe. En este disco sobresale el tema "Juanito Alimaña", la cual cuenta la historia de un ladrón que desde pequeño se influenció por las malas costumbres en su barrio y terminó convirtiéndose en un ladrón que aterroriza a cualquiera que intente mandarlo a la cárcel. También contiene el sencillo "Triste y Vacía".

## Historia
Fue grabado en 1982, con el fin de formar parte de la banda sonora de la película de igual nombre, Vigilante, y de paso relanzar a Lavoe, que venía pasando un punto incierto de su carrera debido a sus problemas personales y adicción a las drogas. Para esto, los directivos del sello Fania decidieron juntar otra vez al dúo Colón-Lavoe, que ya había logrado el éxito en años anteriores. Las canciones no salieron a la venta ese año debido a la ambiciosa propuesta de Jerry Masucci de lanzar primero la película The Last Fight, protagonizada por Rubén  Blades y Willie Colón, que prácticamente le costaría el imperio salsero creado desde mediados de la década de 1960. La película no vio grandes ventas a diferencia del álbum, que finalmente pudo ser publicado en 1983 y logró el objetivo de poner de vuelta a Héctor Lavoe en las emisoras radiales.

## Lista de canciones
| N.º | Título                  | Escritor(es)                 | Cantante(s)                 | Duración |  |
| 1.  | «Triste y vacía»        | Luis López Cabán             | Héctor Lavoe                | 6:08     |  |
| 2.  | «Vigilante»             | Willie Colón                 | Willie Colón                | 12:23    |  |
| 3.  | «Juanito Alimaña»       | C. Curet Alonso              | Héctor Lavoe                | 7:34     |  |
| 4.  | «Pasé la noche fumando» | Willie Colón/C. Curet Alonso | Héctor Lavoe y Willie Colón | 11:34    |  |

## Músicos
- Voces - Héctor Lavoe, Willie Colón
- Coros - Willie Colón, Milton Cardona, Graciela Carriquí, Gabriel Arnon, Doris Eugenio
- Trombones - Leopoldo Pineda, Lewis Khan y Luis López (en "Vigilante")
- Congas - Milton Cardona
- Timbales - Johnny Almendra
- Bongó - Jimmy Delgado
- Piano - "Profesor" Joe Torres
- Bajo - Sal Cuevas
- Maracas y Güiro - Jorge Maldonado
- Cuatro - Yomo Toro (en "Vigilante" y "Pasé La Noche Fumando")
- Saxofón soprano - Morris Goldberg (en "Vigilante")
- Guitarra - George Wadenius (en "Vigilante")
- Cuerdas - Harold Kohon's Ensemble (en "Vigilante")

## Créditos
- Productor - Willie Colón
- Director de grabación - Jon Fausty
- Mezcla - Willie Colón y Jon Fausty
- Arreglos – Héctor Garrido ("Triste y Vacía", "Vigilante"), Louie Cruz ("Juanito Alimaña", "Pasé La Noche Fumando")
- Diseño del álbum original – Ron Levine
- Líneas - Thomas Muriel